# Радеховская городская община
Радеховская городская общи́на (укр. Радехівська міська громада) — территориальная община в Шептицком районе Львовской области Украины.
Административный центр — город Радехов.
Население составляет 33 531 человек. Площадь — 716,1 км².

## Населённые пункты
В состав общины входит 1 город (Радехов) и 41 село:
- Андреевка
- Бабичи
- Бышев
- Волица
- Узловое
- Гоголев
- Гута-Скляна
- Дмитров
- Дубины
- Забава
- Збоевская
- Йосиповка
- Корчин
- Кривое
- Куты
- Монастырек-Оглядовский
- Мукани
- Немилов
- Нестаничи
- Новый Витков
- Обортов
- Оглядов
- Оплицко
- Ордов
- Павлов
- Пиратин
- Половое
- Радванцы
- Раковище
- Розжалов
- Собановка
- Середпольцы
- Сеньков
- Станин
- Стоянов
- Сушно
- Тетевчицы
- Тоболов
- Торки
- Шайноги
- Ястребичи